# Ximena Navarrete
Jimena „Ximena” Navarrete Rosete (ur. 22 lutego 1988) – meksykańska modelka i aktorka, zwyciężczyni konkursu piękności Miss Universe 2010 oraz Miss Mexico Universe 2009 (Nuestra Belleza México). Protagonistka w telenoweli "La Tempestad"

## Życiorys
Urodziła się i wychowała w mieście Guadalajara, w stanie Jalisco, w Meksyku. 16 lipca 2009 zdobyła tytuł Nuestra Belleza Jalisco 2009 (miss stanu); wybory odbywały się w Guadalajarze. 20 września 2009 w mieście Merida, w stanie Yucatán zdobyła tytuł Nuestra Belleza México 2009 (miss kraju). 23 sierpnia 2010 Navarrete została wybrana Miss Universe 2010 pokonując 82 rywalki, będąc drugą zwyciężczynią w historii, pochodzącą z Meksyku (po Lupicie Jones w 1991). Koronę miss odebrała od poprzedniczki z roku 2009, którą była Stefanía Fernández. Wybory Miss Universe 2010 odbyły się w Mandalay Bay Hotel and Casino w Las Vegas w stanie Nevada w Stanach Zjednoczonych, zorganizowane przez amerykańskiego miliardera Donalda Trumpa.

### Życie prywatne
Od 2017 jest żoną Juana Carlosa Valladaresa. Była w ciąży, ale poroniła, o czym poinformowała fanów na instagramie. 8 grudnia 2021 urodziła córkę Ximenę, a 31 marca 2023 syna Juana Carlosa.

## Filmografia
- Burza (La tempestad) - Marina Reverte / Magdalena Artigaz